# カリアド
カリアド (ドイツ語: Cariad SE) (CARIAD)は、フォルクスワーゲングループのソフトウェア子会社である。このグループは、フォルクスワーゲングループ、VW.OS、フォルクスワーゲンオートモーティブクラウド(VW.AC)、のすべての自動車ブランド向けの統一ソフトウェアプラットフォーム開発を含むソフトウェア開発を集結させている。この組織により、車両内のソフトウェアの内製比率が現在の10%から少なくとも60%に増加する見込みである。従業員の約半数は欧州、主にドイツで従事し、三分の一が中国、その他に北米、イスラエル、インドにも拠点がある 。フォルクスワーゲンは、主に、運転支援システム、音声支援、クラウドナビゲーション、駐車および配車管理用の付加サービス、などの開発を想定している。ドイツの拠点は、ベルリン、ボーフム、インゴルシュタット、メンスハイム/シュトゥットガルト、ヴォルフスブルクなどがある。

## 経緯
2019年6月にフォルクスワーゲンによりCar.Software組織として設立され、2020年1月1日から独立したビジネスユニットとして運営されている。2019年12月27日付けの商業登記によるエントリは、SW Org WolfsburgAGであった。2020年の終わりに、TKI Automotive GmbH、Carmeq GmbH、diconium GmbH、Audi Electronics VentureGmbHなどのいくつかの会社を合併吸収した。2021年3月26日にCARIADに社名変更した。これは「CAR、I Am Digital」を意味している。社名変更に加え、企業形態もSEに変更した。これにより、とりわけ、監査役会および労使協議会レベルに適応した共同決定が可能になる。